# ハラパ県
ハラパ県（ハラパけん、スペイン語: Departamento de Jalapa）は、グアテマラ南東部に位置する県。県都はハラパである。
人口は39万500人（2000年推計）。その大多数がメスティーソ（ラディーノ）で、キチェ族やポコマン族などのマヤ人は少数派である。家畜、モロコシ、タバコ、タマネギ、トウモロコシを産する。
近年、県内では「希望の井戸」計画が進行している。きれいな水を享受できていない村々で井戸を掘削するプロジェクトで、住民の自立のために学校も建設している。

## 隣接する県
- サカパ県
- チキムラ県
- フティアパ県
- サンタ・ローサ県
- グアテマラ県
- エル・プログレソ県

## 下位行政区
県は下記の7市からなる（アルファベット順）。
1. ハラパ市 (Jalapa)
2. マタケスクイントラ市 (Mataquescuintla)
3. モンハス市 (Monjas)
4. サン・カルロス・アルサターテ市 (San Carlos Alzatate)
5. サン・ルイス・ヒロテペケ市 (San Luis Jilotepeque)
6. サン・ミゲル・チャパロン市 (San Manuel Chaparrón)
7. サン・ペドロ・ピヌーラ市 (San Pedro Pinula)